# Vlag van Israël

Vlag van Israël (ratio 8:11)

De vlag van Israël toont een blauwe davidster op een witte achtergrond, tussen twee blauwe strepen. De tint van de kleur blauw is niet specifiek vastgelegd en het varieert van vlag tot vlag. Soms is het donker, bijna marineblauw, terwijl het op andere vlaggen zeer licht hemelsblauw is.

## Herkomst van de vlag

### Oudheid
De vlag van Israël moet een davidster op een talliet (een vierhoekige omzoomde sjaal die reeds in de oudheid al bij het joodse ochtendgebed gedragen werd) voorstellen.
De oude Israëlieten gebruikten een zeldzame indigokleurige kleurstof om hun kleren en andere stoffen te kleuren; deze kleur werd in de toenmalige cultuur als belangrijk beschouwd. In de Thora wordt de Israëlieten opgeroepen om hun tallieten deels in deze kleur te kleuren, zodat zij aan de hemel, en dus aan God, denken als zij naar de sjaal kijken. Rond de zesde eeuw voor Christus stortte de indigoproducerende industrie ineen en langzamerhand verdween het indigo kleuren van de tallieten uit de joodse cultuur: men liet de tallieten meestal wit.

### Zionisme
In de 19e eeuw kwam de gedachte weer op dat blauw en wit de nationale kleuren van het Joodse volk zijn. Zo schreef de Oostenrijkse Joodse dichter Ludwig August von Frankl in 1864 het gedicht Juda's Farben, waarin hij blauw en wit als nationale kleuren noemde. In 1885 werd in Rishon LeZion (de eerste Joodse nederzetting in Palestina, nu de vierde stad van Israël) een blauw-witte vlag gebruikt om het driejarig bestaan te vieren.

Handelsvlag (ratio 2:3)

Oorlogsvlag ter zee (ratio 2:3)

David Wolffsohn, een prominente zakenman in de vroege zionistische beweging, was zich bewust van het feit dat die beweging geen eigen vlag had en dat het ontwerp van Theodor Herzl, die als vader van het zionisme wordt beschouwd, amper steun kreeg. Daarom ontwierp hij een vlag gebaseerd op de religieuze symbolen van de talliet en de davidster, hetgeen in grote lijnen de huidige vlag is geworden.

### De Inktvlag
De Inktvlag verwijst naar het hijsen van een geïmproviseerde Israëlische vlag in Eilat tijdens de Israëlische Onafhankelijkheidsoorlog door eenheden van het Israëlische leger die Eilat voor Israël claimden. Op 10 maart 1948 veroverden de Israëliërs de stad, die toen Um Rashrash heette. Aangezien men geen Israëlische vlag bij zich had, werden er met inkt twee blauwe banen en een davidster op een wit doek getekend. De davidster was op de Inktvlag overigens dicht in plaats van door lijnen gevormd.
De huidige vlag werd officieel in gebruik genomen op 28 oktober 1948, vijf maanden na de onafhankelijkheid van het land.

? Vlag van het Ottomaanse Rijk (1844-1923), in Palestina tot 1917
? Vlag van de Volkenbond Mandaat Palestina (1927-1948)
? Grafische weergave van de inktvlag (1948-1949)

## Van de Nijl tot de Eufraat
Sommige groepen, met name in de Arabische wereld, stellen dat de twee blauwe banen staan voor de Nijl en de Eufraat, rivieren die enkele zionisten graag als grenzen van Israël zien (gebaseerd op Genesis 15:18). Dit leidt tot de gedachte dat de vlag een symbool is van een heimelijk verlangen naar het veroveren van al het land tussen de Eufraat en de Nijl, dus een verovering van Jordanië, grote delen van Egypte en kleinere delen van Syrië en Irak. De meeste zionistische en antizionistische auteurs spreken deze gedachte echter tegen en delen haar in bij de bekendste Arabische misvattingen over Joden.

## Andere vlaggen van Israël
De Israëlische handelsvlag bestaat uit een blauw veld met links van het midden een witte ovaal met daarin een blauwe davidster. De oorlogsvlag ter zee bestaat uit een blauw veld met aan de hijszijde een witte driehoek met daarin een blauwe davidster.